# Goodenia barilletii
Goodenia barilletii är en tvåhjärtbladig växtart som beskrevs av Ferdinand von Mueller. Goodenia barilletii ingår i släktet Goodenia och familjen Goodeniaceae. Inga underarter finns listade i Catalogue of Life.